# 五道营子满族乡
五道营子满族乡，是中华人民共和国河北省承德市滦平县下辖的一个乡镇级行政单位。

## 行政区划
五道营子满族乡下辖以下地区：
五道营子村、老米沟村、上台子村、西甸子村、大营子村和石坡子村。